# NGC 2036
NGC 2036 је расејано звездано јато у сазвежђу Трпеза које се налази на NGC листи објеката дубоког неба.
Деклинација објекта је - 70° 3' 52" а ректасцензија 5h 34m 31,5s. Привидна величина (магнитуда) објекта NGC 2036 износи 12,8. NGC 2036 је још познат и под ознакама ESO 56-SC155.